# Марієтта Яннаку
Марієтта Яннаку (грец. Μαριέττα Γιαννάκου; 6 червня 1951 року, Геракі, Лаконія — 27 лютого 2022, Афіни) — грецька політикиня, членкиня партії Нова демократія, колишня міністр з питань національної освіти та релігій.

## Біографія
Марієтта Яннаку народилася 6 червня 1951 року в Геракі, Лаконія. Закінчила медичний факультет Афінського університету. За фахом невропсихолог. Активно займалась політикою. 6 лютого 2008 року через стару травму правої ноги вона потрапила до Афінської лікарні. Подальші ускладнення призвели до вищевказаної ампутації коліна. У неї було непросте одужання, і вона повернулася до активної політики.

## Кар'єра
Марієтта Яннаку була членом грецького парламенту, заступником голови Парламентського комітету з європейських справ, членом Парламентського комітету з питань закордонних справ та національної оборони та членом Міжпартійного парламентського комітету з розгляду проблеми наркотиків. Вона обіймала кілька важливих посад в Європейській народній партії, з 1992 по 2000 рік була віце-президентом Європейського союзу християнських демократів. З 11 квітня 1990 року по 8 серпня 1991 року вона була правонаступницею міністра охорони здоров'я, соціального захисту та соціального захисту Георгіоса Мерика в кабінеті Костянтиноса Міцотакіса. Марієтта Яннаку — голова грецької групи дружби між парламентами Греції та Польщі та членом грецьких груп дружби між парламентами Греції та США, Греції та Марокко. Національний координатор та член робочої групи з питань наркотиків Ради Європейського Союзу. Голова регіональної групи Балканів / Близького Сходу Дублінської групи Ради Європейського Союзу. Член Політичного бюро Європейської народної партії. Вона також була членом Європарламенту, а також главою Представництва Партії нової демократії в Європейському парламенті. Вона була головою Європейського комітету «Четвертий світ», а також віце-президентом Європейського християнсько-демократичного союзу. За своє життя опублікувала численні наукові статті та доповіді, що стосуються європейських поглядів на проблеми з наркотиками, організованої злочинності, жінок у сучасному суспільстві тощо. Марієтта Яннаку була призначена міністром з питань національної освіти та релігії 10 березня 2004 року, обіймала посаду з 2004 по 2007 рік. Вона намагалася змінити закон, щоб приватні університети були визнані, оскільки приватні університети заборонені конституцією 1975 року. Її освітня політика призвела до масових демонстрацій студентів та викладачів. Їй не вдалося вибороти місце на парламентських виборах у вересні 2007 року, вона програла свою посаду в Кабміні.
У травні 2009 року вона очолила список ЄП «Нова демократія», а згодом її обрали до парламенту одну з двадцяти двох грецьких депутатів.